# Antonija Mišura
Antonija Mišura (n.Šibenik, Croàcia, el 19 de maig de 1988) és una jugadora croata de bàsquet, que ocupa la posició de base.
Antonija va debutar com a jugadora professional en 2005 i és internacional amb la selecció de Croàcia, amb la qual ha aconseguit una medalla de bronze en els Jocs Mediterranis de 2009 i ha disputat dos Eurobasket i els Jocs Olímpics de Londres 2012.
Mišura al seu torn, és bastant popular pel seu atractiu físic, havent estat proclamada l'esportista més bella dels Jocs Olímpics de Londres 2012, per diferents mitjans britànics i de diversos països europeus.